# Perruche à col bleu
Geoffroyus simplex
Espèce
Statut de conservation UICN

 LC  : Préoccupation mineure
Statut CITES
La Perruche à col bleu (Geoffroyus simplex) est une espèce d'oiseaux appartenant à la famille des Psittacidae.

## Description
Cet oiseau mesure environ 22 cm de long. Le plumage présente une dominante verte tandis que le bec est noir.
Cette espèce présente un dimorphisme sexuel : le mâle arborant un collier bleu ciel, coloration se retrouvant également sous les ailes.

## Sous-espèces
La Perruche à col bleu est représentée par deux sous-espèces :
- simplex ;
- buergersi.

## Habitat
Cet oiseau vit dans les forêts-galeries et les forêts primaires entre 800 et 1 900 m d'altitude.

## Répartition
Cet oiseau se répand à travers les zones élevées de Nouvelle-Guinée.